# Лана (Франция)
Лана́ (фр. Lanas, окс. Lanàs) — коммуна во Франции, находится в регионе Рона — Альпы. Департамент коммуны — Ардеш. Входит в состав кантона Вильнёв-де-Бер. Округ коммуны — Ларжантьер.
Код INSEE коммуны — 07131.

## Население
Население коммуны на 2008 год составляло 381 человек.
| 1962 | 1968 | 1975 | 1982 | 1990 | 1999 | 2008 |
| ---- | ---- | ---- | ---- | ---- | ---- | ---- |
| 201  | 217  | 196  | 211  | 273  | 325  | 381  |

## Экономика
В 2007 году среди 245 человек в трудоспособном возрасте (15—64 лет) 181 были экономически активными, 64 — неактивными (показатель активности — 73,9 %, в 1999 году было 65,0 %). Из 181 активных работали 166 человек (87 мужчин и 79 женщин), безработных было 15 (6 мужчин и 9 женщин). Среди 64 неактивных 18 человек были учениками или студентами, 24 — пенсионерами, 22 были неактивными по другим причинам.

## Фотогалерея
- Мэрия
- Карта коммуны